# Immunologie mucosale
L'immunologie mucosale est la partie de l'immunologie qui s'intéresse aux différents aspects de l'immunité et de l'inflammation des muqueuses (gastriques, pulmonaires, du nasopharynx, orales, oculaires, génito-urinaires).

## Réseau scientifique et revue
La Society for Mucosal Immunology, fondée en 1987, vise à faire progresser la recherche et l'éducation dans le domaine de l'immunologie mucosale.
Elle édite la revue Mucosal Immunology.  Celle-ci sert de moyen de communication entre la direction du SMI et ses membres, mais constitue aussi un forum permanent permettant aux scientifiques et équipes de recherche (fondamentale et clinique) de discuter des divers aspects de l'immunologie mucosale.  Elle est un lieu de production d'articles de recherche originaux, de revues de travaux issus de revues savantes, et de commentaires de l'actualité scientifique (y compris via les éditoriaux et des publications de lettres).